# Ангами (народ)
Ангами — народ группы нага, обитающий на территории индийского штата Нагаленд в округе Кохима. Говорят на языке ангами тибето-бирманской подсемьи сино-тибетской языковой семьи. Основное традиционное занятие — ручное подсечно-огневое земледелие, а также возделывание заливного риса на террасированных полях. Традиционно характеризовались слабовыраженными политической централизацией и социальная стратификацией, при заметном имущественном расслоении. Семьи преимущественно малые. Дом наследуется по принципу ультимогенитуры (то есть достается младшему сыну). Традиционные верования — земледельческие культы, культ камней. Также распространено христианство.